# 郑州图书馆
郑州图书馆始建于1953年，原名郑州市图书馆，2010年11月更名为郑州图书馆。各类文献馆藏总量85万多册（件），其中千余种珍稀古籍善本和10万余份（件）“文革”资料为特色馆藏。现馆址位于郑东新区，是郑州市属最大的综合性公共图书馆。

## 简介

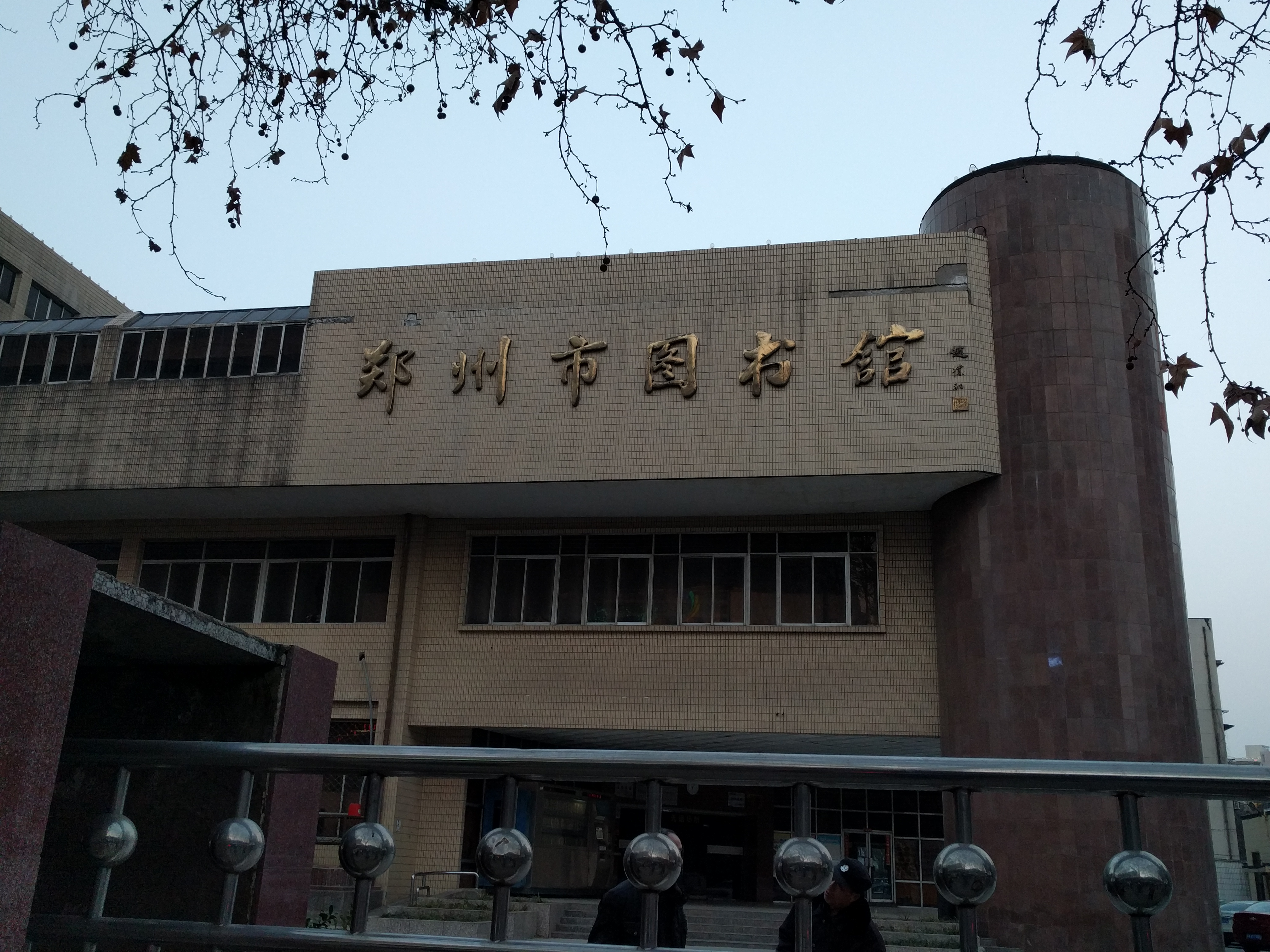
郑州图书馆位于南阳路的旧馆址

设有文学、社会科学、自然科学、报刊、古籍文献、艺术地理、电子阅览、残障阅览等15个借阅服务处，全馆每周开放时间80小时，年接待读者60多万人次。从2011年2月14日起，基本服务项目全部实现免费。
近年来先后建立了郑州送变电社区、南阳寨社区、郑州监狱、管城回族区4个分馆，以及郑州交巡警九大队、郑州盲聋哑学校等30多个图书流通点和服务点。
原馆址位于郑州市金水区南阳路6号，1990年12月兴建，1994年9月投入使用，占地面积1.2万平米，建筑面积近1万平米。2009年6月，位于郑东新区的郑州图书馆新馆（以图书馆为中心的市民文化中心）正式开工。新馆（市民文化中心）占地76.3亩，总建筑面积72450平米，规划总藏书量240万册（件），2012年建成使用。

## 荣誉
1999年、2005年和2010年，连续三次被文化部评为“国家一级图书馆”；2010年6月，被国务院公布为第三批“全国古籍重点保护单位”；先后荣获“全国读者喜爱的图书馆”、“河南省爱国主义教育示范基地”、“全民阅读活动先进单位”等多个荣誉。